# 米格爾·戴利貝斯
米格爾·戴利貝斯（西班牙語：Miguel Delibes，1920年10月17日—2010年3月12日），西班牙作家。

## 作品
- 《長長柏樹影》（La sombra del cipres es alargada）
- 《守靈五時記》
- 《天真聖人（英语：The Holy Innocents (Delibes novel)）》
- 《異教徒》（El hereje）